# JADES-GS-z14-0
JADES-GS-z14-0 è una galassia Lyman-break situata nella costellazione della Fornace scoperta alla fine del 2024, durante il programma JWST Advanced Deep Extragalactic Survey (JADES), ossia un programma di 800 ore di osservazione portato avanti congiuntamente dai team che gestiscono NIRCam, MIRI e NIRSpec, tre dei quattro strumenti scientifici situati a bordo del telescopio spaziale James Webb. L'osservazione condotta con lo spettroscopio NIRSpec a inizio 2024 ha permesso di confermare con elevata accuratezza un valore di redshift per la JADES-GS-z14-0 pari a 14,32+0,08
−0,20, il che l'ha resa la più vecchia e distante galassia con caratteristiche spettroscopicamente confermate conosciuta al tempo della sua scoperta, spodestando un'altra galassia Lyman-break, ossia JADES-GS-z13-0.
Assieme a JADES-GS-z14-0, gli stessi dati ricevuti dal NIRSpec a gennaio 2024 hanno peraltro confermato l'esistenza di JADES-GS-z14-1, un'altra galassia Lyman-break, avente redshift pari a 13,90+0,17
−0,17.

## Caratteristiche
JADES-GS-z14-0, la cui distanza dal nostro Sistema Solare è stata valutata in oltre 13,6 miliardi di anni luce e che quindi, data l'espansione dell'Universo, dovrebbe avere un'attuale distanza comovente calcolata in più di 33,5 miliardi di anni luce, si estende per oltre 1 600 anni luce, circa un sessantesimo delle dimensioni della Via Lattea, e mostra un'importante luminosità dovuta principalmente alle stelle giovani, mentre non vi è alcuna traccia di un buco nero centrale, come accade invece per la nostra galassia, al cui centro è sito Sagittarius A*.
L'analisi spettroscopica ha rivelato la presenza di forti emissioni di gas ionizzati, tra cui l'ossigeno, la cui presenza suggerisce che già solo 290 milioni di anni dopo il Big Bang, ossia nel momento in cui la luce ricevuta dal James Webb è stata emessa da JADES-GS-z14-0, si erano susseguite diverse generazioni di stelle, la cui morte aveva arricchito la galassia con elementi più pesanti dell'idrogeno e dell'elio; il tutto a testimonianza di un livello di complessità che sfida i modelli esistenti sulla formazione delle galassie primordiali, suggerendo che i processi che governano tali formazioni siano più dinamici e complessi di quanto si ritenga.
JADES-GS-z14-0 è presente anche nella parte meridionale dell'immagine ottenuta dal sondaggio astronomico Great Observatories Origins Deep Survey che comprende anche l'immagine del Campo ultra profondo di Hubble.